# Dicranota fenderi
Dicranota fenderi är en tvåvingeart som beskrevs av Alexander 1954. Dicranota fenderi ingår i släktet Dicranota och familjen hårögonharkrankar. Inga underarter finns listade i Catalogue of Life.